# Neocallianopsinae
Neocallianopsinae is een onderfamilie van kreeftachtigen uit de klasse van de Malacostraca (hogere kreeftachtigen).

## Geslacht
- Neocallianopsis Sakai, 2011